# Puchar Świata w Kolarstwie Szosowym 1996
Puchar Świata w kolarstwie szosowym w sezonie 1996 to ósma edycja tej imprezy. Organizowany przez UCI, obejmował jedenaście wyścigów, z których dziesięć odbyło się w Europie, a jeden w Azji. Pierwszy wyścig – Mediolan-San Remo – odbył się 23 marca, a ostatni – Japan Cup – 27 października.
Trofeum sprzed roku obronił Belg Johan Museeuw. Najlepszym teamem ponownie okazał się włoski Mapei-GB.

## Kalendarz
| Data  | Wyścig                      | Zwycięzca        | Drugi                | Trzeci             |
| ----- | --------------------------- | ---------------- | -------------------- | ------------------ |
| 23.03 | Mediolan-San Remo           | Gabriele Colombo | Ołeksandr Honczenkow | Michele Coppolillo |
| 07.04 | Ronde van Vlaanderen        | Michele Bartoli  | Fabio Baldato        | Johan Museeuw      |
| 14.04 | Paryż-Roubaix               | Johan Museeuw    | Gianluca Bortolami   | Andrea Tafi        |
| 21.04 | Liège-Bastogne-Liège        | Pascal Richard   | Lance Armstrong      | Mauro Gianetti     |
| 27.04 | Amstel Gold Race            | Stefano Zanini   | Mauro Bettin         | Johan Museeuw      |
| 10.08 | Clásica de San Sebastián    | Udo Bölts        | Stefano Cattai       | Massimo Podenzana  |
| 18.08 | Leeds International Classic | Andrea Ferrigato | Maximilian Sciandri  | Johan Museeuw      |
| 25.08 | Mistrzostwa Zurychu         | Andrea Ferrigato | Michele Bartoli      | Johan Museeuw      |
| 06.10 | Paryż-Tours                 | Nicola Minali    | Tom Steels           | Giovanni Lombardi  |
| 19.10 | Giro di Lombardia           | Andrea Tafi      | Fabian Jeker         | Axel Merckx        |
| 27.10 | Japan Cup                   | Mauro Gianetti   | Pascal Hervé         | Andrea Peron       |

## Klasyfikacja indywidualna
| Lp. | Zawodnik             | Team                      | Punkty |
| --- | -------------------- | ------------------------- | ------ |
| 1.  | Johan Museeuw        | Mapei – GB                | 162    |
| 2.  | Andrea Ferrigato     | Roslotto – ZG Mobili      | 126    |
| 3.  | Michele Bartoli      | MG Maglificio – Technogym | 124    |
| 4.  | Andrea Tafi          | Mapei – GB                | 107    |
| 5.  | Stefano Zanini       | Gewiss – Playbus          | 88     |
| 6.  | Mauro Gianetti       | Team Polti                | 87     |
| 7.  | Lance Armstrong      | Motorola                  | 81     |
| 8.  | Fabio Baldato        | MG Maglificio – Technogym | 77     |
| 9.  | Davide Rebellin      | Team Polti                | 68     |
| 10. | Ołeksandr Honczenkow | Roslotto – ZG Mobili      | 67     |

## Klasyfikacja drużynowa
| Lp. | Team                    | Punkty |
| --- | ----------------------- | ------ |
| 1.  | Mapei-GB                | 101    |
| 2.  | Motorola                | 61     |
| 3.  | MG Maglificio-Technogym | 60     |
| 4.  | Festina-Lotus           | 54     |
| 5.  | Roslotto-ZG Mobili      | 52     |